# Aeroportul Internațional Osmani
Aeroportul Internațional Osmani (IATA: ZYL, ICAO: VGSY) este un aeroport din Sylhet Division⁠(d), Bangladesh ce deservește zona Sylhet. Aeroportul a fost tranzitat în 2018 de 536.000 de pasageri.
Situat la o altitudine de 15 m, aeroportul dispune de o singură pistă. Este operat de Civil Aviation Authority of Bangladesh⁠(d).